# Антипинская (Спасское сельское поселение)
Антипинская — деревня в Тарногском районе Вологодской области.
Входит в состав Спасского сельского поселения, с точки зрения административно-территориального деления — в Нижнеспасский сельсовет.
Расстояние до районного центра Тарногского Городка по автодороге — 52 км, до центра муниципального образования Никифоровской по прямой — 11 км. Ближайшие населённые пункты — Яринская, Ильинская, Ваневская, Шеловская.
По переписи 2002 года население — 63 человека (28 мужчин, 35 женщин). Преобладающая национальность — русские (95 %).